# Фёдоровка (Кременчугский район)
Фёдоровка (укр. Федорівка) — село,
Фёдоровский сельский совет,
Глобинский район,
Полтавская область,
Украина.
Код КОАТУУ — 5320688901. Население по переписи 2001 года составляло 634 человека.
Является административным центром Фёдоровского сельского совета, в который, кроме того, входят сёла
Лубенщина,
Подол и
Поповка.
В Центральном Государственном Историческом Архиве Украины в городе Киеве есть исповедная ведомость и метрическая книга за 1779 год.

## Географическое положение
Село Фёдоровка находится на правом берегу реки Хорол и на левом старицы Синявка,
выше по течению на расстоянии в 5 км расположено село Майдановка,
ниже по течению на расстоянии в 2 км расположено село Подол,
на противоположном берегу — село Лубенщина.
Вокруг села много ирригационных каналов.
Село указано на подробной карте Российской Империи и близлежащих заграничных владений 1816 года  как Фидоровка.

## Экономика
- Молочно-товарная ферма.
- АФ «Перемога».

## Объекты социальной сферы
- Школа.